# 泰特拉德群島
泰特拉德群島（Tetrad Islands），是南極洲的群島，位於博奇角東南面，屬於帕默群島的一部分，在1952年被繪入阿根廷地圖，現時由南極條約體系管理。
63°55′S 60°44′W / 63.917°S 60.733°W